# Richard Haller
Richard Haller (1550-Madrid, 22 de enero de 1612) fue un teólogo y educador jesuita alemán conocido por ser confesor de distintos personajes reales, entre ellos Margarita de Austria-Estiria, esposa de Felipe III de España.

## Biografía
Nació en Núremberg en el seno de una familia patricia de la ciudad.
Empezó el noviciado en la Compañía de Jesús en 1569 en Múnich. Posteriormente hasta 1597 sería rector de los colegios jesuitas de Dilinga e Ingolstadt. Hacia la década de 1590 sería confesor de distintos personajes reales. También fue director de estudios del futuro Maximiliano I de Baviera.
Como resultado de la relación con la casa de Baviera, será destinado a la corte de María Ana de Baviera y de Carlos II de Estiria, en la capital de Estiria, Graz. María Ana fue impulsora de un ambiente de piedad muy cercano a la Compañía de Jesús.
Durante su estancia en esta corte, sería elegido para acompañar como confesor de Margarita de Austria-Estiria en su viaje a Madrid, ya que había sido elegida para ser consorte de su primo Felipe III de España. Haller había confesado a Margarita tras su llegada a la corte de Graz. Una vez en España continuó como confesor de la reina, a pesar de que en un principio a esta se le había asignado, según la tradición de las reinas españolas, como confesor a un franciscano, fray Mateo de Burgos. La principal razón esgrimida por la joven Margarita fue su dificultad de expresarse en español. Fray Mateo de Burgos acabaría siendo nombrado obispo de Pamplona. 
Una vez en España sería uno de los personajes más cercanos a la reina Margarita hasta la muerte de esta en 1611 junto con otros como María Sidonia Riederer von Paar. Este círculo cercano a la reina Margarita actuaría de oposición o contrapeso al partido representado por el valido de Felipe III, Francisco de Sandoval, duque de Lerma. En diferentes momentos, a instancias del valido se intentó alejarle de la corte, sin éxito. En este período sería también uno de los valedores de los intereses de la Compañía de Jesús y el Papado ante la monarquía hispánica. En este sentido, mantuvo correspondencia directa con Claudio Acquaviva, prepósito general de la Compañía de Jesús. En su faceta como teólogo fue uno de los mayores defensores del acto de contrición.
Murió en Madrid el 22 de enero de 1612, tan sólo un año después del fallecimiento de Margarita de Austria-Estiria.

## Obras
- De mundo et eius elementis, caelo, igne, aere, aqua, terra, disputatio Philosophica, Ingolstadt, 1580.
- Breve apuntamiento acerca de la contrición, pps. siglo XVII